# عبد الناصر قرداش
عبد الناصر قرداش (مواليد 1967؛ يُعرف أحيانًا باسم الحاج عبد الله العفاري ) هو قيادي العراق أبلغ عنه خطأً في عام 2019 على أنه زعيم تنظيم الدولة الإسلامية في العراق والشام (داعش)، الذي يُلقب بـ "الأستاذ". كان قرداش عضوًا رفيع المستوى ومؤثرًا جدًا في داعش وله صلات وثيقة أبو بكر البغدادي، وكان مرشحاً لقيادة داعش. ولكن بعد أيام من وفاة البغدادي، اختير أبو إبراهيم الهاشمي القرشي، قبضت قوات الأمن العراقية على عبد الناصر في عام 2020.